# Taghi Dadaszi
Taghi Dadaszi (pers. تقی داداشی; ur. 11 grudnia 1983) – irański zapaśnik w stylu wolnym. Trzykrotny uczestnik mistrzostw świata, ósmy w 2006. Piąty na igrzyskach azjatyckich w 2006. Brązowy medal mistrzostw Azji w 2005.
Drugi w Pucharze Świata w 2006. Drugi na wojskowych mistrzostwach świata w 2008 i trzeci uniwersyteckich MŚ z 2006 roku.